# Laurent Riboulet

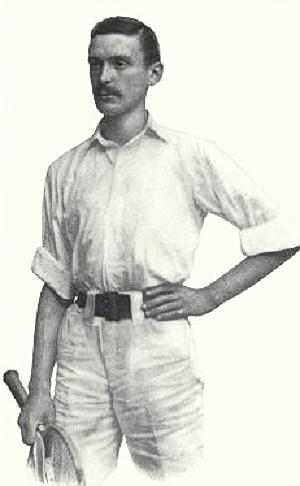
Laurent Riboulet (um 1890)

Laurent Riboulet (* 18. April 1871 in Lille; † 4. September 1960 ebenda) war ein französischer Tennisspieler.

## Karriere
Riboulet nahm mehrmals an den Französischen Tennismeisterschaften teil. 1892 schied er im Halbfinale gegen Claude Anet aus. 1893 besiegte er im Finale den Vorjahressieger Claude Anet. 1894 schied Riboulet in der ersten Runde aus. 1895 erreichte er wieder das Finale, scheiterte jedoch am Vorjahressieger André Vacherot.